# Beniflá (kommunhuvudort)
Beniflá är en kommunhuvudort i Spanien.   Den ligger i provinsen Província de València och regionen Valencia, i den östra delen av landet, 300 km sydost om huvudstaden Madrid. Beniflá ligger 43 meter över havet och antalet invånare är 238.
Terrängen runt Beniflá är kuperad åt sydväst, men åt nordost är den platt.Runt Beniflá är det ganska tätbefolkat, med 166 invånare per kvadratkilometer. Närmaste större samhälle är Gandia, 4,3 km norr om Beniflá. 